# Comitatul Paintearth, Alberta
Comitatul Paintearth, din provincia Alberta, Canada  este un district municipal situat estic central în Alberta. Districtul se află în Diviziunea de recensământ 7. El se întinde pe suprafața de  3,287.24 km2  și avea în anul 2011 o populație de 2,029 locuitori.
Cities Orașe
--
Towns Localități urbane
- Castor
- Coronation

Villages Sate
- Halkirk

Summer villages Sate de vacanță
--
Hamlets, cătune
- Brownfield
- Fleet

Așezări
- Battle River
- Bulwark
- Cordel
- Federal
- Hamilton Lake
- Lure
- Puffer
- Silver Heights
- Sullivan Lake
- Talbot
- Throne
- Tinchebray
- Veldt

1. 1 2  Population and dwelling counts, for Canada, provinces and territories, and census subdivisions (municipalities), 2016 and 2011 censuses – 100% data (în engleză), 20 februarie 2019